# Pirazol
El pirazol (IUPAC: 1,2-diazaciclopenta-2,4-dieno, fórmula molecular: C3H4N2) es un compuesto orgánico heterocíclico que consiste en un anillo aromático simple de tres átomos de carbono y dos de nitrógeno en posiciones adyacentes. También se denomina pirazol a cualquier compuesto que contenga dicho anillo. Los pirazoles tienen efectos farmacológicos en el ser humano, y se clasifican como alcaloides. Son raros en la naturaleza. 

## Pirazoles
En un método clásico desarrollado por H. Pechmann en 1898, se sintetizó pirazol a partir de acetileno y diazometano (Síntesis de pirazoles de Pechmann).
Los pirazoles son producidos de forma sintética mediante la reacción de aldehídos α,β-insaturados con hidrazina y la posterior deshidrogenación.
Tiene usos médicos por sus propiedades analgésicas, antiinflamatorias, antipiréticas, antiarrítmicas, tranquilizantes, relajantes musculares, psicoanalépticas, antiepilépticas, antidiabéticas, antibacterianas e inhibidoras de la monoaminaoxidasa.
Los pirazoles reaccionan con el borohidruro de potasio para formar una clase de ligandos conocida como la de los ligandos escorpionatos.
El pirazol es estructuralmente similar a la pirazolina y la pirazolidina.